# TRIM73
TRIM73 (англ. Tripartite motif containing 73) – білок, який кодується однойменним геном, розташованим у людей на 7-й хромосомі. Довжина поліпептидного ланцюга білка становить 250 амінокислот, а молекулярна маса — 28 517.
| 10         |  | 20         |  | 30         |  | 40         |  | 50         |
| ---------- |  | ---------- |  | ---------- |  | ---------- |  | ---------- |
| MAWQVSLLEL |  | EDRLQCPICL |  | EVFKESLMLQ |  | CGHSYCKGCL |  | VSLSYHLDTK |
| VRCPMCWQVV |  | DGSSSLPNVS |  | LAWVIEALRL |  | PGDPEPKVCV |  | HHRNPLSLFC |
| EKDQELICGL |  | CGLLGSHQHH |  | PVTPVSTVCS |  | RMKEELAALF |  | SELKQEQKKV |
| DELIAKLVKN |  | RTRIVNESDV |  | FSWVIRREFQ |  | ELRHPVDEEK |  | ARCLEGIGGH |
| TRGLVASLDM |  | QLEQAQGTRE |  | RLAQAECVLE |  | QFGNEDHHEF |  | IWKFHSMASR |
|            |  |            |  |            |  |            |  |            |

A: Аланін

C: Цистеїн

D: Аспарагінова кислота

E: Глутамінова кислота

F: Фенілаланін

G: Гліцин

H: Гістидин

I: Ізолейцин

K: Лізин

L: Лейцин

M: Метіонін

N: Аспарагін

P: Пролін

Q: Глутамін

R: Аргінін

S: Серин

T: Треонін

V: Валін

W: Триптофан

Білок має сайт для зв'язування з іонами металів, іоном цинку. 